# Добкин, Дмитрий Маркович
Дмитрий Маркович Добкин (укр. Дмитро Маркович Добкін; род. 8 января 1975, Харьков) — украинский политик. Младший брат политика Михаила Добкина. Дважды народный депутат Украины, член Партии регионов и Оппозиционного блока.

## Биография
Родился 8 января 1975 в Харькове.
С 2001 года — президент Харьковской городской общественной организации «Медведь».
В 2004 году получил почётную награду мэра Харькова.
В 2005 году избран депутатом Харьковского областного совета V созыва.
1 ноября 2010 был избран депутатом Харьковского областного совета VI созыва.
На парламентских выборах 2012 года был избран народным депутатом Украины от Партии регионов по одномандатному мажоритарному избирательному округу № 178. По результатам голосования одержал победу набрав 65,59 % голосов избирателей
.
Народный депутат Украины 8-го созыва с 27 ноября 2014 года. Избранный от партии «Оппозиционный блок» по избирательному округу № 178 (Харьковская область). Член Комитета Верховной Рады Украины по вопросам аграрной политики и земельных отношений.
На парламентских выборах в 2019 году баллотировался по избирательному округу № 178 (Харьковская область), но в Раду не прошёл.

## Трудовая деятельность
- С 1991 по 1992 год — реализатор Производственного кооператива «Прогресс-90».
- С 1995 по 2000 год — директор ООО «Укрторгинвест».
- С 2001 по 2002 год — коммерческий директор ООО «Ника».
- С 2002 по 2004 год — коммерческий директор ООО «Орбита плюс».